# Federico Moller de Berg
Federico Möller de Berg (Montevideo, 1900 - 1991) fue un escultor figurativo uruguayo.

## Biografía
Alumno de la Escuela Industrial, se dirigió hacia la escultura por influencia del escultor argentino Luis Falcini.
Desde 1920 a 1928 vivió en París cursando estudios en la Académie de la Grande Chaumière con Antoine Bourdelle y con Alfred Boucher en la Ecole des Beaux Arts.
Es autor del monumento al Brigadier General Manuel Oribe, y el de José Batlle y Ordóñez frente al Palacio Legislativo, ambos en Montevideo.
También de una estatua de Narciso, instalada en el lago del Parque Rodó de Montevideo, fue realizado en París por encargo directo de la Comuna Montevideana en 1934; y del monumento titulado El esfuerzo, figura de mármol blanco sobre peana de granito gris, inaugurado el año 1932 en la Plazuela «Grito de Ascencio», en el cruce de José Ellauri, Ramón Massini y Luis Lamas, realizado en París con modelo vivo, y entre otros, Atleta, Ofrenda de la Comisión Nacional de Bellas Artes a la UNESCO.
En el campo de la escultura funeraria y religiosa, corresponde citar el relieve que decora el tímpano de la fachada principal de la Iglesia de San Juan Bautista, en el barrio de Pocitos, Montevideo.
Sus obras forman parte también de las colecciones de los Museos Nacional de Artes Plásticas, Municipal de Bellas Artes. y en la Colección Nicolás García Uriburu de la Colección de Pintura y Escultura Nacional en Maldonado.
A lo largo de su dilatada carrera -más de 70 años de dedicación a la escultura- obtuvo un importante conjunto de premios en Salones Nacionales, Municipales y Bienales.
Fue desde 1977 hasta su fallecimiento, Presidente de la Comisión Nacional de Artes Plásticas.